# 오사카 회의

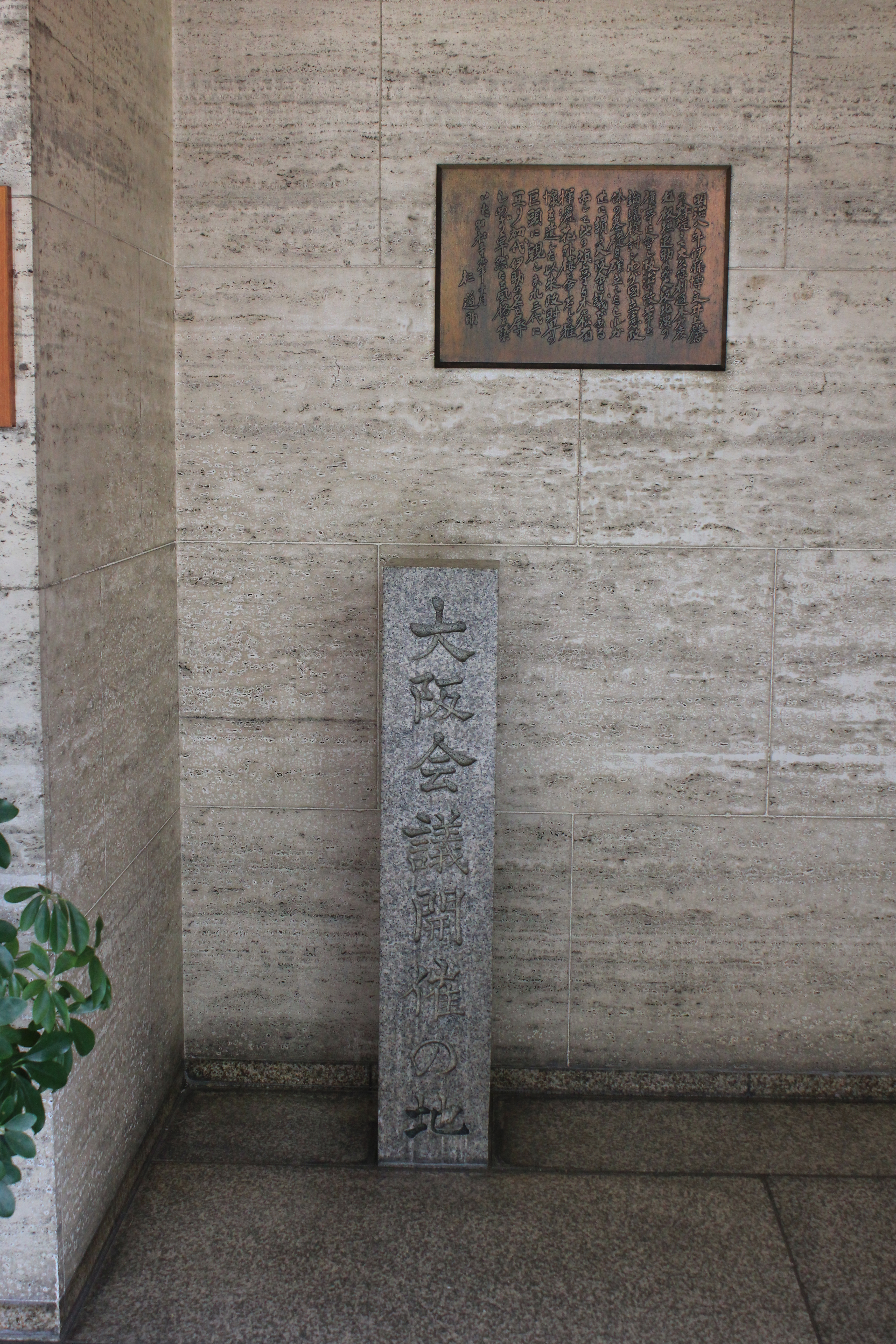
오사카 회의가 열린 곳
(오사카시 주오구 소재)

오사카 회의(일본어: 大阪会議)는 1875년(메이지 8년) 2월 11일 메이지 정부의 실세인 오쿠보 도시미치(大久保利通), 기도 다카요시(木戸孝允), 이타가키 다이스케(板垣退助), 이토 히로부미(伊藤博文), 이노우에 가오루(井上馨)가 오사카에 모여 이후의 정부 방침 등에 대해 협의한 회의이다.

## 배경

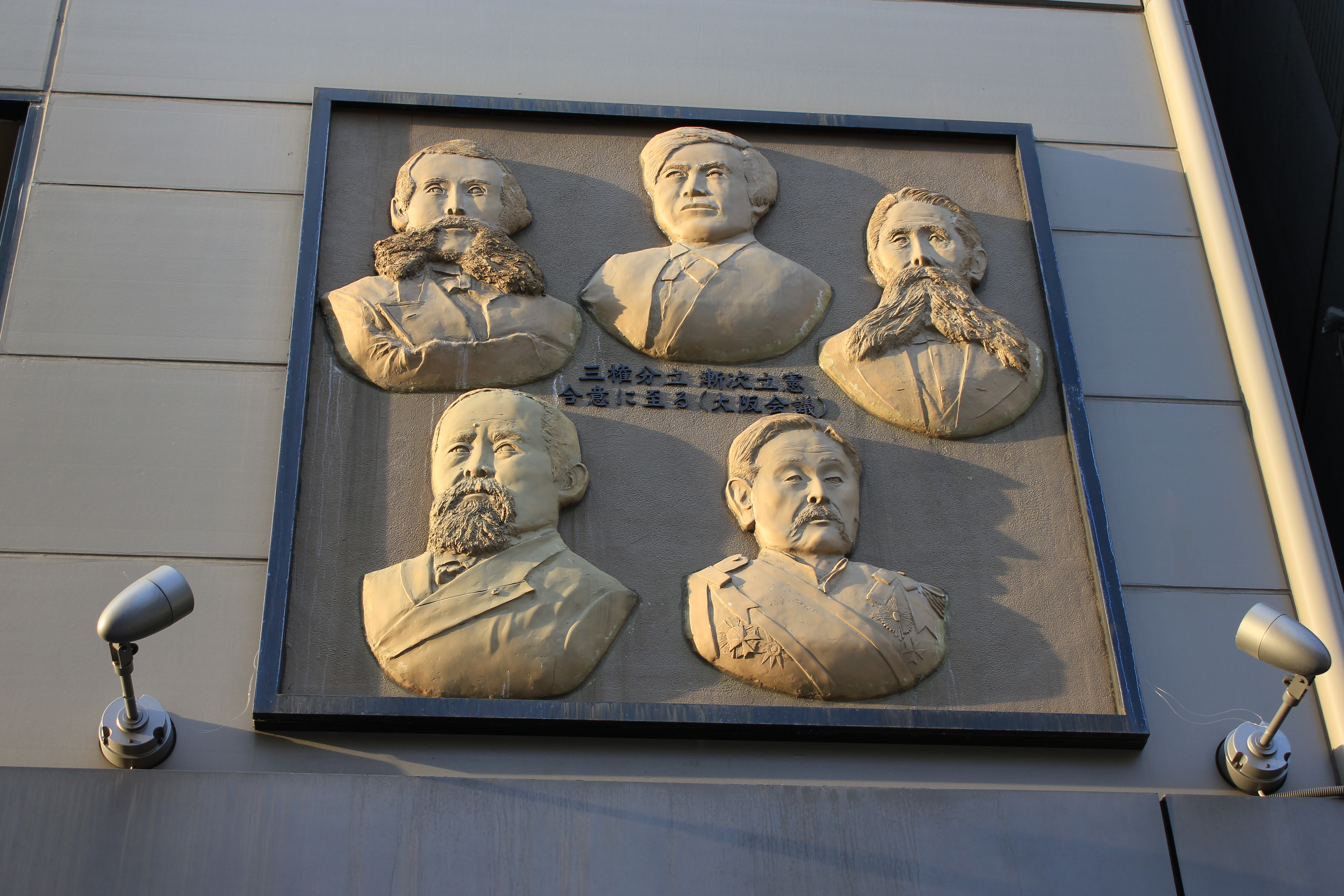
오사카 회의에 참여한 사람들. 좌측 상단부터 오쿠보 도시미치, 기도 다카요시, 이타가키 다이스케, 이토 히로부미, 이노우에 가오루이다.

정한론을 둘러싼 메이지 6년 정변으로 정부 수뇌가 분열되어 사이고 다카모리(西郷隆盛), 에토 신페이(江藤新平), 이타가키 등이 사직하여 하야하였다. 이후 급속하면서도 무질서하게 이루어졌던 사이고 때의 제도 개혁을 정리하고자 내무성을 설치하고 정부는 오쿠보를 중심으로 이와쿠라 도모미(岩倉具視), 오쿠마 시게노부(大隈重信), 이토 등을 중심으로 재편되었다. 하지만 오쿠보가 대만 출병을 강행하고자 하자 이에 대립했던 조슈번(長州藩)의 기도가 사직하였고, 정부는 사쓰마번(薩摩藩)의 오쿠보를 사실상의 정점으로 하는 정권으로 변모하였다.
이무렵, 정부 시책에 대한 반발이 전국적으로 일어나고 있었다. 고향으로 돌아간 에토의 주도로 사가의 난이 일어나고, 귀향한 사이고를 뒤따른 청년들을 통제하기 위해 설립된 사학교의 멤버들을 중심으로 가고시마현의 현정이 좌지우지되었으며, 이타가키는 고치현에서 애국공당을 창당하여 자유민권운동의 시작을 알렸다. 이때, 태정대신 직무대리인 이와쿠라가 아카사카(赤坂)에서 불평사족 다케치 구마키치(武市熊吉)의 습격을 받는 사건이 일어나고 우대신에 취임한 시마즈 히사미쓰(島津久光)는 점진적인 개혁의 추진을 주장하는 건의서를 정부에 제출하는 한편, 개혁의 재정적 기반이 되어 줄 지조개정은 지지부진하여 오쿠보를 안절부절하게 만들었다. 이를 계기로 오쿠보는 다시 기도를 정부에 끌어들일 필요성을 느끼게 된다.
한편, 이노우에는 과거 사이고 정권 하에서 독직 사건으로 인해 에토의 공격으로 사직하여 오사카에 머물러있었다. 당시 정부의 상황을 파악한 이노우에는 혼란한 정국을 타개하기 위해 오쿠보, 기도, 이타가키가 연계할 필요가 있다고 인식하여 맹우인 이토와 함께 중개역을 자임한다. 오쿠보 역시 조슈 번의 실세인 기도와의 연계에 공감대를 이루었고 기도 또한 대만 출병에서 오쿠보가 직접 청나라로 가서 담판을 지어 평화적으로 해결한 것에 흡족해하며 은근히 정부 복귀를 노렸다. 이에 이토의 요청으로 1874년(메이지 7년) 12월 오쿠보는 직접 오사카로 내려가고 기도 역시 이노우에의 요청으로 오사카로 향했다. 도쿄에 머물던 이타가키도 오사카로 내려가 정부 복귀 등에 관한 협의를 하게 된다.
한편, 이노우에와 함께 관계를 떠난 고다이 도모아쓰(五代友厚)는 자신의 저택을 회의장으로 내주었다. 오쿠보는 회의가 진행되다가 즉답을 하기 어려울 경우에는 바둑을 두는 버릇이 있고는 했는데, 이타가키는 항상 이를 나무랐다고 한다. 하지만 오쿠보, 기도, 이타가키 세 명의 사이를 이토와 고다이가 잘 중개하여 오사카 회의가 성공적으로 끝날 수 있었다.

## 교섭의 과정
당초 오쿠보는 이타가키를 끌어들일 생각이 없었지만 오쿠보의 전권을 억제하는 한편 정부 복귀 이후 자신의 지지세력을 만들기 위해 기도가 강력히 주장하여 받아들여졌다. 오쿠보 역시 지방에서 지방민권운동을 전개하는 오쿠보를 정부에 묶어둠으로써 운동의 추진력을 약화시킬 수 있다고 판단했기에 찬성으로 돌아서게 된다. 한편, 당초 기도의 정부 복귀를 목표로 했던 오사카 회의는 의회 설립 문제를 계기로 의제가 급격히 커지게 되었다. 기도는 의회제 도입에 적극적이었는데 이의 사전 포석으로써 지방관 회의의 설치를 주장했다. 오쿠보 역시 독일식 입헌정치를 소위 '군민공치'(君民共治)라 하여 일본에 적절한 정치체제라 여겨 의회제 도입에 반대하지 않았다. 이후 1875년 1월 22일 기도와 이타가키 사이에서 민선의원 개설에 대한 합의가 이루어졌으며, 1주일 뒤에 기도와 오쿠보 사이에서는 기도의 정부 복귀가 결정되었다.

## 오사카 체제의 성립
입헌정체수립, 삼권분립, 이원제 의회의 도입 등의 정부개혁 요구를 오쿠보가 받아들이자 이타가키도 태도를 전환하여 오쿠보에 협력적으로 바뀌었다. 2월 11일 기도가 오쿠보와 이타가키를 초대하는 형식으로 기타하마(北浜)의 요정 가가이(加賀伊)에서 세 명이 다시 만났는데, 이 자리에서 여러 환담이 오갔다고 한다. 이후 다시 한 달간 이어진 회의에서 오사카 회의의 의론에 최종 타협을 보았고 이에 흡족해한 기도는 요정 가가이의 이름을 가가이로(花外楼)로 바꿀 것을 제안하고 직접 휘호를 하였다.
세 명의 합의에 의한 정체개혁안은 즉시 태정대신인 산조 사네토미(三条実美)에게 제출되었고 다음 달에 기도와 이타가키는 참의로 복귀하였다. 이후 4월에는 메이지 천황에 의해 「입헌정체수립의 조서」(立憲政体樹立の詔書)가 공포되어 원로원, 대심원, 지방관회의가 설치되고 단계적인 입헌정체를 세우기로 선언하였다. 이를 소위 '오사카 체제'라고 부른다.
한편, 이타가키가 정부에 복귀함에 따라 애국사(愛国社)를 창립하려는 운동을 실패하게 되었고, 자유민권파로부터 배신자로 규탄받게 되었다.

## 오사카 체제의 붕괴
난산 끝에 확립된 오사카 체제였지만 얼마 지나지 않아 정부 내에서 대립이 일어나게 된다. 세 명이 의회 개설에 찬성한 것은 사실이지만 오쿠보와 기도는 이를 서두르는 것에는 반대하였다. 자유민권운동을 주도하며 지지를 받는 이타가키의 세력이 의회를 장악할 것을 우려했기 때문인데, 오쿠보와 기도는 열강의 압력에 대항하고 근대적 법률의 정비와 국력의 증진을 위해서는 천황을 정점으로 한 삿쵸번벌정권으로 권력을 집중시킬 필요가 있었기에 의회도 삿쵸번벌정권의 휘하에 두고자 했다. 지방관 회의의 권한도 쟁점 사항이었는데, 기도는 어디까지나 친정부 세력을 지방에 심어놓기 위한 목적으로 지방관 회의를 설치하고자 하였다. 처음에는 기도가 의장에 취임하고 전국에 부현회(府県会)를 설치하는 것에는 합의를 보았지만 부현회를 어떻게 구성할지가 문제가 된 것이다. 오쿠보와 기도는 기존의 지방공무원들을 부현회 의원으로 임명하자고 제안했지만 이타가키는 민선의원을 뽑아야 한다고 주장한 것이다.
원로원도 문제를 일으켰다. 오쿠보와 기도가 의회 개설을 미루려하자, 원로원을 기능을 강화하고자 공작을 전개하는데 법률안 심의권, 청원에 대한 심사와 수리, 정부에 대한 감시와 통제 기능을 부여하고자 한 것이다. 여기에 법률안 제정권과 예산 심의권까지 언급하여 원로원을 사실상의 의회로써 만들려고 하였다. 이는 삿쵸번벌정권의 권력구도를 크게 바꾸는 행위였기에 오쿠보와 기도는 이에 반대하였고, 이토가 나서서 내각법제국을 창설하여 초대 장관에 취임하여 원로원의 권한을 대폭적으로 수정하여 결국 유명무실하게 만들었다.
이후 때마침 발생한 윤요호 사건의 처리를 둘러싸고 기도와 이타가키의 의견 대립이 절정에 달해 결국 이타가키가 다시 사직을 하게 되고 오사카 체제는 성립한 지 6개월도 채 되지 않아 붕괴하고 만다. 그리고 이타가키의 하야를 계기로 발원권이 약해진 기도의 지병이 악화되어 정치활동을 더 이상 하기 힘든 상황이 되었던 한편, 잠시나마 이타가키와 연계했던 우대신 히사미쓰는 참의와 경(卿, 장관에 해당)의 겸직 금지가 받아들여지지 않음을 계기로 사표를 제출하여 정부는 다시 오쿠보와 이와쿠라가 주도권을 쥐는 상태로 되돌아가게 되었다.

## 같이 보기
- 번벌

## 참고 문헌
- 최승표, 『메이지 이야기 2』「오사카 회의」, 북갤러리, p.142 ~ 150
- 오에 시노부(大江志乃夫), 『국사대사전』(国史大辞典)「오사카 회의」, 요시카와홍문관(吉川弘文館)
- 반노 준지(坂野潤治), 『일본사 대사전 1』(日本史大事典 1)「오사카 회의」, 헤본샤(平凡社)
- 와타나베 오사무(渡部修), 『공명을 바라지 않고』(功名を欲せず)「오사카 회의」